# Atom Zombie Smasher
Atom Zombie Smasher est un jeu vidéo de stratégie en temps réel développé et édité par Blendo Games, sorti en 2011 sur Windows, Mac OS et Linux.

## Accueil
- Eurogamer : 7/10[1]